# Віртуальний світ
Віртуа́льний світ (також віртуа́льний про́стір) — це середовище, змодельоване комп'ютером, в якому багато користувачів можуть створити особисті аватари і одночасно й незалежно досліджувати його, брати участь певних заходах та спілкуватися з іншими. Ці аватари можуть бути текстовими, графічними зображеннями або живими відеоаватарами зі слуховими та дотиковими відчуттями.
Користувач отримує доступ до змодельованого комп'ютером світу, який надає користувачу перцептивні стимули, а той, у свою чергу, може маніпулювати елементами змодельованого світу і таким чином відчувати певну присутність. Такі змодельовані світи та їхні правила можуть ґрунтуватися на реальних або фантастичних світах. Прикладами правил є гравітація, рельєф, рух, дії в реальному часі та зв'язок. Спілкування між користувачами може варіюватися від тексту, графічних значків, візуальних жестів, звуків і, рідше, сенсорних засобів, голосових команд і балансування.
Масові багатокористувацькі онлайн-ігри () зображують широкий спектр світів, зокрема на основі наукової фантастики, реального світу, супергероїв, спорту, жахів та історичних подій. Більшість таких ігор розраховані на спілкування в реальному часі. Гравці створюють персонажа, який подорожує між будівлями, містами та світами, де веде бізнес або проводить дозвілля. Спілкування зазвичай текстове, але також можливе голосове спілкування в реальному часі. Використовувана форма спілкування може суттєво вплинути на приголди гравців у грі. Професор медіазнавства Едвард Кастронова, обговорюючи окремі віртуальні світи, вживав термін «синтетичні світи», але цей термін не наубув поширення.
Віртуальні світи не обмежуються іграми, а, залежно від ступеня безпосередньості, можуть охоплювати комп'ютерні конференції та текстові чати.

## Історія
Концепція віртуальних світів значно випередила комп'ютери. Інтерес до ілюзій сприйняття виявив римський натураліст Пліній Старший. У XX столітті кінематографіст Мортон Гейліг працював над створенням сенсорами — пристрою, покликаного стимулювати чуття глядача — зір, звук, рівновагу, запах, навіть дотик (через вітер) — і завдяки цьому ефективніше занурювати його в сюжет.
Серед перших віртуальних світів, реалізованих на комп'ютерах, були симулятори віртуальної реальності, такі як робота Айвена Сазерленда. Для таких пристроїв характерні громіздкі гарнітури та інші види імітації сенсорного введення. Сучасні віртуальні світи, зокрема багатокористувацькі онлайн-середовища, виникли здебільшого незалежно від цього дослідження, натомість підживлені ігровою індустрією, але надихаючись подібним. У той час як класична сенсорна імітація віртуальної реальності покладається на те, щоб обманом змусити систему сприйняття відчути занурення в середовище, віртуальні світи, як правило, покладаються на розумово та емоційно захоплюючий контент, який формує занурення.
Maze War була першою мережевою, багатокористувацькою 3D-грою-шутером від першої особи. Maze у 1973—1974 роках увів концепцію онлайн-гравців як «аватарів, які переслідують один одного в лабіринті». Його відтворено в ARPANET, або Advanced Research Projects Agency Network, попереднику інтернету, фінансованому Міністерством оборони США для використання в університетах та дослідницьких лабораторіях. Спочатку в гру можна було грати лише на Imlac, оскільки вона була спеціально розроблена для цього типу комп'ютерів.
Першими віртуальними світами, представленими в інтернеті, були спільноти та чати, деякі з них перетворилися на MUD та MUSH. Перший MUD, відомий як MUD1, випущено 1978 року. Спочатку абревіатура означала Multi-User Dungeon (багатокористувацьке підземелля), але пізніше також стала означати Multi-User Dimension (багатокористувацький вимір) і Multi-User Domain (багатокористувацьке володіння). MUD — це віртуальний світ, у якому багато гравців взаємодіють у реальному часі. Ранні версії були текстовими, пропонували лише обмежене графічне подання та часто використовували інтерфейс командного рядка. Користувачі в такому разі взаємодіють у рольових або змагальних іграх, вводячи команди, і можуть читати або переглядати описи світу та інших гравців. Такі ранні світи започаткували спадщину MUD, яка в решті решт привела до масових багатокористувацьких рольових онлайнових ігор, відомих як MMORPG, жанру рольових ігор, у яких багато гравців взаємодіють у віртуальному світі.
Деякими прототипами віртуальних світів були WorldsAway, двовимірне середовище чату, де користувачі створювали власні аватари; Dreamscape, інтерактивна спільнота з віртуальним світом від CompuServe; Cityspace, освітня мережа та проєкт з тривимірної комп'ютерної графіки для дітей; і The Palace, двовимірний віртуальний світ, керований спільнотою. Однак заслугу в створенні першого віртуального світу онлайн зазвичай приписують Habitat, розробленій 1987 року LucasFilm Games для комп'ютера Commodore 64 і запущеній на службі Quantum Link (попередник America Online).
1996 року місто Гельсінкі, Фінляндія, спільно з Helsinki Telephone Company (з моменту Elisa Group) запустили те, що було названо першим віртуальним 3D-зображенням в інтернеті, призначеним для показу цілого міста. Згодом проєкт «Віртуальне Гельсінкі» перейменовано в проєкт «Гельсінкі Арена 2000», а частини міста в сучасному та історичному контексті відтворено в 3D.
1999 року Whyville.net запустив перший віртуальний світ, призначений для дітей, з базою навчальних ігор і однією з перших економік, заснованих на віртуальній валюті. Незабаром після цього, 2000 року, Habbo запустила один із найпопулярніших і найтриваліших віртуальних світів із мільйонами користувачів у всьому світі.

## Концепції віртуального світу
Зустрічаються такі визначення «віртуального світу»:
|                           | Віртуальний світ — це щось із такими характеристиками: він діє з використанням базового автоматизованого набору правил — його фізики; кожен гравець представлений «у» віртуальному персонажем цього гравця; взаємодія зі світом відбувається в реальному часі — якщо ви щось робите, це трапляється, тоді, коли ви це робите; світ спільний — інші люди можуть грати в тому ж світі одночасно з вами; світ є стійким — він продовжує існувати, коли вас немає; це не реальний світ.Оригінальний текст (англ.) A virtual world is something with the following characteristics: It operates using an underlying automated rule set—its physics; Each player represents an individual "in" the virtual world-that player’s character; Interaction with the world takes place in real time—if you do something, it happens pretty much when you do it; The world is shared-other people can play in the same world at the same time as you; The world is persistent-it’s still there when you’re not; It’s not the real world. |
| — Річард Бартл, 2015 рік. | |

|                         | Змодельоване середовище, де багато агентів можуть віртуально взаємодіяти один з одним, діяти та реагувати на речі, явища та оточення; агентами можуть бути нуль або більше людей, кожна з яких представлена багатьма сутностями, яких називають віртуальними «я» (аватарами), або багато програмних агентів; всі дії/реакції/взаємодія мають відбуватися в спільному просторово-часовому віртуальному середовищі без паузи в реальному часі; середовище може складатися з багатьох просторів даних, але сукупність просторів даних має становити спільний простір даних, один стійкий фрагмент.Оригінальний текст (англ.) A simulated environment where many agents can virtually interact with each other, act and react to things, phenomena and the environment; agents can be zero or many human(s), each represented by many entities called a virtual self (an avatar), or many software agents; all action/reaction/interaction must happen in a real-time shared spatiotemporal nonpausable virtual environment; the environment may consist of many data spaces, but the collection of data spaces should constitute a shared data space, one persistent shard. |
| — Nevelsteen. 2018 рік. | |

Не існує загальноприйнятого визначення віртуального світу, але вимагається, щоб світ був стійким; іншими словами, світ має продовжувати існувати навіть після того, як користувач виходить зі світу, а зміни, внесені користувачем у світ, мають зберігатись. Хоча взаємодія з іншими учасниками здійснюється в режимі реального часу, узгодженість часу у віртуальних онлайнових світах підтримується не завжди. Наприклад, час EverQuest проходить швидше, ніж у реальному часі, попри те, що для подання ігрового часу використовуються ті самі календар і одиниці часу.
Оскільки віртуальний світ є загальним терміном, віртуальне середовище підтримує різні ступені та режими гри. Ось деякі випадки використання терміна:
- Багатокористувацькі онлайн-ігри (MMOG), у яких багато гравців взаємодіють у віртуальному світі. Концепція ММО поширилася на інші типи ігор: спортивні, стратегії реального часу тощо. Єдиним критерієм, який відокремлює віртуальні світи від відеоігор є стійкість, що означає, що деякі MMO-версії ігор стратегій реального часу і шутер від першої особи нагадують віртуальні світи; Destiny — це відеогра, яка є таким псевдовіртуальним світом. Супутні концепції включають базування місцевості таких ігор на реальних супутникових фотографіях, наприклад, доступних через API Карт Google чи за допомогою простого віртуального геокешування «великодніх яєць» із WikiMapia або подібних мешапах, де це можливо; ці концепції є віртуальними світами, що використовують змішану реальність.
- Спільні віртуальні середовища[en] (CVE), розроблені для співпраці у віртуальному середовищі.
- Масові багатокористувацькі онлайн-ігри в реальному житті (MMORLG), які також називають віртуальними соціальними світами[24], де користувач може редагувати та змінювати свій аватар за бажанням, дозволяючи йому грати динамічнішу роль або кілька ролей.

### Економіка
Віртуальна економіка — це емерджентна властивість взаємодії між учасниками віртуального світу. Хоча розробники мають значний контроль над економікою через закодовану механіку торгівлі, проте, економічні умови віртуального світу визначаються діями гравців. Економіка виникає внаслідок вибору, який роблять гравці в умовах дефіциту реальних і віртуальних ресурсів, таких як час або валюта. Учасники, як і в реальному світі, мають у віртуальному світі обмежений час, який їм слід розділити між такими завданнями, як збирання ресурсів, відпрацювання навичок торгівлі або участь у менш продуктивній веселій грі. Вибір, який вони роблять у своїй взаємодії з віртуальним світом, а також механізми торгівлі та придбання багатства диктують відносну вартість предметів у економіці. Економіка у віртуальних світах, як правило, обумовлена ігровими потребами, такими як обладнання, їжа або товари. Однак віртуальну економіку, подібну до Second Life, майже повністю створюють гравці і вона дуже мало пов'язана з ігровими потребами. Хоча близькість економіки віртуального світу до фізичної світової економіки викликає сумніви, показано, що користувачі віртуальних світів реагують на економічні стимули (наприклад, закон попиту та пропозиції) так само, як люди у фізичному світі. Насправді, часто існують дуже прямі паралелі між економічними рішеннями в реальному та віртуальному світах, наприклад, використання військовополоненими під час Другої світової війни сигарет як валюти та використання йорданських каменів як валюти в Diablo II.
Цінність об'єктів у віртуальній економіці зазвичай пов'язана з їх корисністю та складністю отримання. Інвестування ресурсів реального світу (часу, членських внесків тощо) у придбання багатства у віртуальній економіці може сприяти підвищенню вартості віртуальних об'єктів у реальному світі. Ця реальна вартість стає очевидною завдяки (переважно незаконній) торгівлі віртуальними предметами за реальні гроші на сайтах онлайн-ринків, таких як eBay, PlayerUp, IGE. Нещодавні юридичні суперечки також підтверджують цінність віртуальної власності, навіть переважаючи вимоги ліцензійних угод, у яких багато компаній-розробників програмного забезпечення зазначають, що віртуальна власність не має цінності та/або що користувачі віртуального світу не можуть мати правових претензій на власність у ньому.
Деякі галузеві аналітики, крім того, помітили, що за віртуальними світами розвивається вторинна індустрія, що складається зі соціальних мереж, вебсайтів та інших проєктів, повністю присвячених спільнотам віртуальних світів і геймерам. Спеціальні вебсайти, такі як GamerDNA, Koinup та інші, які слугують соціальними мережами для користувачів віртуальних світів, стикаються з деякими проблемами, як, наприклад, переносимість даних аватарів між різними віртуальними світами та MMORPG.
Віртуальні світи пропонують рекламодавцям потенціал для віртуальної реклами, наприклад, внутрішньоігрової реклами, яка вже є в низці відеоігор.

### Географія
Географія віртуальних світів може значно варіюватися, оскільки роль географії та простору є важливим компонентом дизайну, яким керують розробники віртуальних світів. Віртуальні світи — це, принаймні ззовні, цифрові екземпляри тривимірного простору. Як наслідок, міркування про географію у віртуальних світах (наприклад, World of Warcraft) часто ґрунтуються на «просторових наративах», у яких гравці розігрують подорож героя-мандрівника, як в «Одіссеї». Створення фантастичних місць також є постійною темою в географічному вивченні віртуальних світів, хоча найактивніші користувачі віртуальних світів часто знижують сенсорні стимули фантастичних місць світу, щоб підвищити ефективність виконання основних завдань, наприклад, знищення монстрів. При цьому, географічний компонент деяких світів є лише географічним прикриттям непросторової структури ядра. Наприклад, географічні обмеження користувачів, наявні під час пошуку предметів, можуть зніматися під час продажу предметів на аукціоні. Таким чином, віртуальні світи дають уявлення про те, якою може бути майбутня економічна географія фізичного світу, оскільки все більше і більше товарів стають цифровими.

### Дослідження
Віртуальні простори можуть служити різноманітним дослідницьким та освітнім цілям і бути корисними для вивчення поведінки людей. Особистості офлайнового і віртуального світу відрізняються, але, тим не менш, значною мірою пов'язані між собою, що можна зпстосувати для самоперевірки, самовдосконалення та інших теорій особистості. Також у віртуальному світі вивчали паніку та агорафобію.
Зважаючи на значне залучення дітей, особливо раннього віку, у віртуальні світи, постійно зростає число досліджень, пов'язаних із соціальним, освітнім і навіть емоційним впливом віртуальних світів на дітей. Фонд Джона та Кетрін Макартурів, наприклад, фінансував дослідження віртуальних світів, зокрема того, як діти допідліткового віку досліджують та обмінюються інформацією про репродуктивне здоров'я. Ширші дослідження щодо соціального та політичного використання дітьми віртуального світу Whyville.net опубліковано в книзі Ясмін Кафаї, Дебори А. Філдс та Мізуко Іто «Connected Play: Tweens in a Virtual World». У низці інших дослідницьких публікацій окремо розглянуто використання віртуальних світів для освіти.
Інші дослідження, більше зосереджені на дорослих, вивчають причини потурання та емоції користувачів віртуального світу. Багато користувачів шукають у віртуальному світі місце для втечі або зону комфорту, а також відчуття прийняття та свободи. Віртуальні світи дозволяють користувачам вільно досліджувати багато аспектів їхньої особистості способами, які мало доступні їм у реальному житті. Однак користувачі, можливо, не зможуть застосувати цю нову інформацію за межами віртуального світу. Таким чином, віртуальні світи дозволяють користувачам процвітати в цьому світі і, можливо, стати залежними від свого нового віртуального життя, що може створити проблеми у спілкуванні з іншими та емоційному виживанні в їхньому реальному житті. Однією з причин такої свободи дослідження можна пояснити анонімність, яку надають віртуальні світи. Це дає індивіду можливість бути вільним від соціальних норм, сімейного тиску чи очікувань, з якими вони можуть зіткнутися в особистому реальному житті. Персона-аватар переживає досвід, подібний до втечі від реальності, наприклад, вживання наркотиків або алкоголю, щоб заглушити біль або сховатися за ним. Аватар більше не є простим інструмент або механізмом, яким керують у кіберпросторі. Натомість він став для індивіда мостом між фізичним і віртуальним світом, каналом, через який можна самовиразитися серед інших соціальних акторів. Аватар стає альтер-его людини; засобом, яким людина користується, щоб існувати серед інших, які прагнуть подібного задоволення.
Суттєво полегшуючи взаємодію через час і географічні кордони, віртуальний світ є нереальним середовищем із миттєвим зв'язком і винагородою. Онлайн-зустрічі виглядають як повноцінна альтернатива «живих» стосунків (Торонто, 2009). Коли людина соромиться, невпевнена, розгублена або просто щось шукає, для неї віртуальний світ є ідеальним середовищем. Людина має необмежений доступ до нескінченного набору можливостей для здійснення будь-якої фантазії, виконання будь-якого мрії чи задоволення будь-якого бажання. Він чи вона може зіткнутися з будь-яким страхом або перемогти будь-якого ворога одним клацанням миші (Торонто, 2009). Зрештою, віртуальні світи — це те місце, куди можна піти, коли реальне життя стає владним або нудним. Хоча в реальному житті люди соромляться висловлювати свою справжню думку, в Інтернеті вони роблять це легше, оскільки їм не доводиться зустрічатися з людьми, з якими вони спілкуються (Торонто, 2009). Таким чином, віртуальні світи — це переважно засіб для психологічної втечі.
Ще один напрямок досліджень, пов'язаних з віртуальними світами, — це орієнтування. Зокрема, досліджується, чи є віртуальне середовище достатнім інструментом навчання орієнтуванню в реальному світі. Психологи з коледжу Святого Михайла виявили, що досвід відеоігор відповідає здатності орієнтуватися та досягати цілей у віртуальному середовищі; однак цей досвід не корелював із підвищеною здатністю орієнтуватися в реальному фізичному середовищі. Широке дослідження в Університеті Вашингтону включало численні експерименти з віртуальним орієнтуванням. В одному експерименті були дві групи випробовуваних, перша з яких досліджувала карти віртуального середовища, а друга — вивчала це середовище. Потім групи випробовуваних виконували завдання у віртуальному середовищі. Різниця між виступами двох груп була незначною, невелику перевагу мали користувачі карт. Проте випробовувані, як правило, не були знайомі з інтерфейсом віртуального світу, що, ймовірно, призводило до деяких порушень навігації, а отже, упередженості в аналізі результатів експериментів. На основі дослідження зроблено висновок, що об'єкти інтерфейсу унеможливлюють природне орієнтування, і, можливо, менш нав'язливі засоби керування віртуальним середовищем зменшать цю проблему.

## Апаратне забезпечення
На відміну від більшості відеоігор, у яких зазвичай навігація здійснюється за допомогою пристроїв взаємодії з людиною (HID) з вільним переміщенням, у віртуальних світах (станом на 2009 рік) зазвичай переміщення здійснюється за допомогою HID, орієнтованих на плоский двовимірний графічний інтерфейс користувача; оскільки більшість порівняно недорогих комп'ютерних мишей призначені для двовимірної навігації в інтерфейсі користувача, відсутність HID із підтримкою 3D у більшості користувачів віртуального світу, ймовірно, пов'язана як із відсутністю проникнення пристроїв із підтримкою 3D у ненішові, неігрові ринки, а також загалом вищими цінами на такі пристрої порівняно з 2-вимірними HID. Навіть тим користувачам, які використовують HID, які мають такі функції, як шість ступенів вільності, часто доводиться перемикатися між окремими 3D- та 2D-пристроями, щоб переміщатися у відповідних інтерфейсах.
Подібно до відеогеймерів, деякі користувачі клієнтів віртуального світу можуть також мати проблеми через потребу в належному графічному обладнанні (наприклад, більш просунутих графічних процесорах від Nvidia і AMD), заради покращення графіки в навігації віртуальними світами. Однак, частково з цієї причини, все більше рушіїв віртуального світу, особливо для дітей, повністю ґрунтуються на браузері, не вимагаючи завантаження програмного забезпечення або спеціалізованого комп'ютерного обладнання. Першим віртуальним світом такого роду був запущений 1999 року Whyville.net, створений Numedeon, яка отримала ранній патент на реалізацію на основі браузера.

## Напрямки застосування

### Соціальні
Хоча соціальні взаємодії учасників віртуальних світів часто розглядають у контексті 3D-ігор, поширені також інші форми взаємодії, серед яких форуми, блоги, вікі, чати, миттєві повідомлення та відеоконференції. Спільноти народжуються в місцях, які мають власні правила, теми, жарти і навіть мову. Члени таких спільнот можуть знайти однодумців для взаємодії, чи то через спільну пристрасть, бажання поділитися інформацією, чи через бажання познайомитися з новими людьми та відчути нове. Користувачі можуть розвивати в спільноті особистості, адаптовані до конкретного світу, з яким вони взаємодіють, що може вплинути на їхнє мислення та дії. Інтернет-спільноти та спілкування в Інтернеті, як правило, доповнюють наявні дружні стосунки та громадську діяльність, а не замінюють чи зменшують такі взаємодії.

### Медичні
Люди будь-якого віку з обмеженими можливостями або з інвалідністю можуть отримати значну психічну та емоційну свободу, тимчасово забути про своїю інвалідність, займаючись за допомогою своїх аватарів такими простими й доступними для здорових людей речами, як ходьба, біг, танці, вітрильний спорт, риболовля, плавання, серфінг, польоти, катання на лижах, садівництво, подорожі та інші фізичні навантаження, які через хвороби чи вади недоступні їм у реальному житті. Вони також можуть значно легше спілкуватися, зав'язувати дружбу й стосунки та уникати стигми та інших перешкод, зазвичай пов'язаних з їхніми вадами. Це може бути значно кориснішим і принести більше задоволення, ніж пасивні розваги, такі як перегляд телевізора, комп'ютерні ігри, читання або звичайне використання інтернету.
Дитячий фонд Starlight допомагає госпіталізованим дітям (які, наприклад, страждають від тяжких захворювань або аутизму) створити комфортне та безпечне середовище, яке розширює їхні можливості для взаємодії (зважаючи на залучення гравців із усього світу), чого вони, напевно, не змогли б пережити без віртуального світу, здорові чи хворі. Віртуальні світи також дозволяють їм відчувати та діяти поза обмеженнями своєї хвороби та допомагають зняти стрес.
Віртуальні світи допомагають гравцям ознайомитися та звикнути до дій, які в реальному житті викликають у них збентеження. Наприклад, у World of Warcraft, /dance — це емоція для танцювального руху, яку гравець у віртуальному світі може досить легко «викликати». А ознайомлення зі згаданими або подібними «емоціями» чи соціальними навичками (наприклад, заохочення, вдячність, вирішення проблем і навіть поцілунки) у віртуальному світі за допомогою аватара може спростити опанування подібних форм самовираження, соціалізації, взаємодії в реальному житті. Взаємодія з людьми через аватари у віртуальному світі може значно розширити навички взаємодії людини в реальності.

### Комерційні
Оскільки підприємства конкурують у реальному світі, вони також конкурують у віртуальних світах. Зростання купівлі та продажу продуктів через інтернет (електронна комерція) та зростання популярності Інтернету змусило підприємства пристосуватися до нового ринку.
Багато компаній і організацій використовують віртуальні світи як нову форму реклами. Подібна комерціалізація має багато переваг. Прикладом є створений Apple інтернет-магазин у Second Life. Це дозволяє користувачам переглядати найновіші та інноваційні продукти. Гравці насправді не можуть придбати продукт, але «віртуальні магазини» — це спосіб отримати розширити коло клієнтів. Використання реклами у «віртуальних світах» — відносно нова ідея, оскільки самі віртуальні світи є порівняно новою технологією. Очевидною перевагою є зменшення витрат та обмежень, порівняно з реальним світом.
Використання віртуальних світів дає компаніям можливість оцінити реакцію клієнтів і отримати зворотний зв'язок. Зворотний зв'язок може мати вирішальне значення для розвитку проєкту, оскільки він інформуватиме творців, що саме хочуть користувачі.
Використання віртуальних світів як інструменту дозволяє компаніям з'ясувати реакцію користувачів і отримати відгуки про продукти. Це важливо, оскільки дає компаніям уявлення про те, чого ринок і клієнти очікують від нових продуктів, що може стати конкурентною перевагою.
Інше використання віртуальних світів — це бізнесове спілкування. Багато компаній тепер створюють віртуальні майданчики для комерційної діяльність з іншими компаніями. У цьому просторі може зберігатися вся відповідна інформація. Це корисно з різних причин. Гравці можуть вести бізнес із компаніями на іншому кінці світу, тобто знімаються географічні обмеження, що може підвищити продуктивність компанії. Знання, що є місце, де можна отримати допомогу, додає впевненості співробітникам. Sun Microsystems створила острів у Second Life, призначений виключно для спілкування співробітників. Це місце, де люди можуть отримати допомогу, обмінюватися ідеями або рекламувати новий продукт.
За даними торгової медіа-компанії Virtual Worlds Management, комерційні інвестиції в сектор «віртуальних світів» у четвертому кварталі 2007 року перевищили 425 млн доларів США, а в першому кварталі 2008 року — 184 мільйони доларів США.

#### Електронна комерція (легальна)
У низці віртуальних світів є системи продажу товарів через віртуальні інтерфейси та використання віртуальних валют. Переказ кредитів у межах світу зазвичай не підлягає законам, що регулюють торгівлю. Таким транзакціям бракує нагляду та захисту, пов'язаних із реальною комерцією, тому існує ймовірність шахрайських операцій. Одним із прикладів є Ginko Financial, банківська система, представлена в Second Life, де аватари могли вносити реальну валюту, після конвертування в липові долари, для отримання прибутку. У липні 2007 року жителі Second Life юрмилися біля банкоматів, намагаючись зняти гроші. Через кілька днів банкомати разом із банками зникли зовсім. Мешканці Second Life втратили близько 700 000 доларів реальних грошей. Розпочате розслідування результату не дало, знайти і покарати аватара, відомого як Ніколас Портокарреро, який був головою Ginko Financial, не вдалося.
Цивільні та кримінальні закони існують у реальному світі і регулюють поведінку людей. Віртуальні світи, такі як Eve Online і Second Life, також мають людей і системи, які ними керують.
Постачальники онлайн-віртуальних просторів мають різні підходи до управління середовищем. Наприклад, Second Life розроблено з розрахунком на мешканців, які встановлять власні правила поведінки в спільноті. З іншого боку, деякі віртуальні світи, такі як Habbo, дотримуються чітких правил поведінки, що видно з їхніх умов.
У деяких випадках віртуальні світи не потребують обумовлення правил поведінки, оскільки такі дії, як «убивство» іншого аватара, неможливі. Однак, якщо це необхідно, порушників правил можна покарати штрафами, сплачуваними через їхній віртуальний банківський рахунок, також можливе відсторонення гравця.
Існують випадки крадіжок з віртуального світу в реальний, наприклад, в Eve Online банківський контролер вкрав близько 200 млрд кредитів і обміняв їх на готівку в реальному світі на суму 3115 фунтів стерлінгів. Гравця, про якого йдеться, заблоковано, оскільки торгівля готівкою в грі за реальні гроші суперечить умовам Eve Online.

### Розваги
Існує багато віртуальних світів MMORPG на багатьох платформах. Найпомітнішими є IMVU для Windows, PlayStation Home для PlayStation 3 і Second Life для Windows. Однак багато віртуальних світів закрилися з моменту запуску, наприклад, The Sims Online, The Sims Bustin Out Online Weekend Mode, PlayStation Home та Club Penguin.

#### Однокористувацькі ігри
Деякі однокористувацькі відеоігри містять віртуальні світи, населені неігровими персонажами (NPC). Багато з них дозволяють гравцям зберігати поточний стан цього екземпляра світу, щоб дозволити зупинити та перезапустити віртуальний світ пізніше. (Це також можна зробити в деяких багатокористувацьких середовищах.)
Віртуальні світи у відеоіграх часто поділяють на окремі рівні.
Однокористувацькі ігри, такі як Minecraft, мають напівнескінченні процедурно згенеровані світи, які дозволяють гравцям за бажанням створювати власний світ без інших гравців, а потім, об'єднавши зусилля з іншими гравцями, створювати більші та складніші середовища. До цих середовищ можуть отримати доступ інші гравці, яким доступний сервер, вони можуть змінювати, наприклад, структуру середовища.
З одного боку, більш-менш реалістичний 3D-простір, такий, як ігровий світ Halo 3 або Grand Theft Auto V, є такою ж великою базою даних, як і енциклопедія Encarta від Microsoft.

## Використання в освіті
Віртуальні світи є потужним новим середовищем для навчання та освіти, яке дає багато можливостей, але й створює певні проблеми. Стійкість дозволяє продовжувати і розвивати соціальні взаємодії, які самі по собі можуть стати основою для спільної освіти. Використання віртуальних світів дозволяє вчителям збільшити рівень залученості учнів. Це дозволяє користувачам виконувати завдання, які можуть бути складними в реальному світі через обмеження, такі як вартість, розклад або розташування. Віртуальні світи можуть адаптуватися та розвиватися залежно від потреб користувачів, наприклад, учителі в класі можуть використовувати віртуальну інтерактивну дошку за допомогою проєкту з відкритим кодом Edusim. Вони можуть бути хорошим засобом зворотного зв'язку користувачів, долаючи обмеження, притаманні типовим паперовим ресурсам.
Багатокористувацькі віртуальні світи з простими у використанні засобами для створення корисні в проєктному навчанні. Наприклад, Active Worlds використовується для підтримки вчителів у державних школах Вірджинія-Біч-Сіті, позашкільного конкурсу NASA RealWorld-InWorld Engineering Design Challenge, а також багатьох позашкільних і шкільних програм в EDUni-NY. Нью-Йоркські музеї AMNH і NYSCI використовували ці засоби для підтримки навчання STEM.
Віртуальні світи також можна використовувати з віртуальними навчальними середовищами, як у випадку з проектом Sloodle, метою якого є злиття Second Life з Moodle.
Віртуальні світи дозволяють користувачам із особливими потребами отримувати доступ і використовувати ті самі навчальні матеріали з дому, які вони отримували б, якби були присутні фізично. Віртуальні світи допомагають користувачам стежити за актуальною інформацією, а також відчувати залученість. Наявність можливості відвідувати презентацію через віртуальний світ з дому або зі свого робочого місця дозволяє користувачеві почуватися комфортно. Хоча віртуальні світи використовують як альтернативний метод спілкування та взаємодії між студентами та вчителями, при цьому існує відчуття ізоляції через втрату сигналів мови тіла та інших особистих аспектів спілкування віч-на-віч.
Деякі віртуальні світи також пропонують середовище, де заняття та ігри на основі симуляції дозволяють користувачам експериментувати з різними явищами та вивчати їх. Прикладом є Whyville, запущений 1999 року, який орієнтований на дітей та підлітків і пропонує їм багато можливостей для експериментів та навчання. Теми, що розглядаються в ньому, варіюються від фізики до харчування та екології. Whyville також має сильну підприємницьку складову, засновану на створеному користувачами віртуальному контенті, який продається у внутрішній віртуальній економіці.
Деякі багатокористувацькі віртуальні світи почали використовувати в освітніх цілях і тому їх називають багатокористувацькими віртуальними навчальними середовищами (MUVLE). Прикладом є використання Second Life для викладання англійської мови як іноземної (EFL).

### Мова
Вивчення мови є найпоширенішим видом освіти у віртуальних світах.

### Бізнес
Онлайн-навчання долає такі обмеження, як відстань, інфраструктура, витрати на проживання та жорсткий графік. Хоча відеоконференції залишаються найпоширенішим засобом, віртуальні світи бізнес-середовище також прийняло для навчання співробітників. Наприклад, бізнес-школи використовували Second Life.
Віртуальний навчальний контент нагадує традиційні підручники та перевірку знань користувачів. Попри відсутність очних контактів і порушення соціальних зв'язків, ефективність навчання не страждає, оскільки дорослі самостійніші та самокерованіші в навчанні, ніж молодші школярі.
Деякі компанії та громадські місця надають безкоштовний віртуальний доступ до своїх об'єктів як альтернативу відео чи зображенням.

## У художній літературі
Віртуальні світи, віртуальна реальність і кіберпростір є популярними мотивами в мистецтві. Першим, імовірно, був роман Джона М. Форда «Павутина ангелів» 1980 року, і яскравим раннім прикладом є творчість Вільяма Гібсона. Віртуальні світи є невід'ємною частиною таких робіт, як Трон, Нейромант, Привид у латах, Снігопад, Газонокосар, Газонокосар 2, Повторне завантаження, Digimon, Матриця, MegaMan NT Warrior, Епос, Code Lyoko та Real Drive .
У романі А. К. Дьюдні «Планіверс» (1984) студенти коледжу створюють віртуальний світ під назвою 2DWorld, що призводить до контакту з Арде, двовимірним паралельним всесвітом.
У центрі уваги японського кіберпанкового психологічного 13-серійного аніме під назвою Serial Experiments Lain (1998) перебуває Wired, світ віртуальної реальності, який керує всіма електронними комунікаціями й машинами; зовнішні рецептори дозволяють подумки перенести людину у Wired як унікальний віртуальний аватар.
Роман Ясутаки Цуцуя «Гаспар вранці» (англ. Gaspard in the Morning; 1992) — це історія людини, зануреної у віртуальний світ багатокористувацької онлайн-гри. Сюжети творів ісекай, таких як Moon: Remix RPG Adventure (1997), Пригоди діґімонів (1999), .hack (2002), Sword Art Online (2002), Summer Wars (2009), Accel World (2009), Першому гравцеві приготуватися (2011), Джуманджі (2017), Космічний джем: Нове покоління (2021) і Belle (2021) також включають віртуальні світи відеоігор.
Четверта серія новозеландського телесеріалу «Плем'я» розповідає про народження Реального простору та Віртуального світу, які створив Рам, комп'ютерний геній-чарівник, лідер The Technos.
2009 року BBC Radio 7 замовило серіал Планета B, дія якого відбувається у віртуальному світі, де чоловік шукає свою дівчину, яку вважають мертвою, але насправді вона ще жива в світі під назвою «Планета B». Серіал є найбільшим замовленням оригінального драматичного серіалу.
Сюжет «Сан Джуніперо», серії 3, епізоду 4 серіалу-антології «Чорне дзеркало», обертається навколо віртуального світу, в якому учасники можуть вибрати період часу для відвідування. Живі люди можуть відвідувати лише 5 годин на тиждень; а той, хто вмирає, може вибрати назавжди зберегти там свою свідомість.
Майбутній південнокорейський науково-фантастичний фільм «Країна чудес» розповідає про віртуальне місце, де люди, за допомогою штучного інтелекту, можуть возз'єднатися з людиною, яку вони більше не можуть зустріти.

## Майбутнє
Віртуальні світи можуть підвищити «мобільність» робочої сили, що може вплинути на конкурентоспроможність країн та компаній, подібно до змін, які спостерігаються щодо мобільності товарів.
Зростає роль віртуальних світів як центрів комерції, торгівлі та бізнесу. Торгівля віртуальними активами є масовою та зростає; наприклад, 2011 року дохід Second Life досяг приблизно 7 млн доларів США на місяць. Реальні фірми, такі як Coca-Cola, використовували для реклами свого бренду віртуальні світи.